# John De Andrea
John De Andrea (Denver, 24 novembre 1941) è un artista e scultore statunitense.
La sua opera è legata alla corrente dell'iperrealismo. De Andrea è conosciuto per i suoi polivinili estremamente realistici. Laureatosi all'università del Colorado in Belle Arti ha studiato all'Università del Nuovo Messico. Vive a Denver.
Nel 1972 ha preso parte alla quinta edizione della Documenta di Kassel e nel 1978 alla Biennale di Venezia, dedicata in quell'occasione al rapporto tra l'arte e la natura (l'opera esposta è visibile nel film Dove vai in vacanza? nell'episodio "Le vacanze intelligenti").

## Biografia
Ritenuto uno dei membri più importanti del movimento iperrealista statunitense che si sviluppò dagli anni 1970, assieme a Duane Hanson, Chuck Close oppure Richard Estes, De Andrea si concentrò sulla sua visione della storia dell'arte sia come scultore che come pittore.
De Andrea nacque a Denver, in Colorado, il 24 novembre del 1941. Quando John De Andrea si laureò nel 1965, l'astrazione dominava la scena artistica. Quando si trovava ancora all'università del Nuovo Messico, ad Albuquerque, iniziò a lavorare sulle tecniche dei calchi che permettevano di creare una scultura iperrealista. Sempre da giovane entrò nella galleria nuovaiorchese O.K. Harris, che difendeva questo nuovo movimento: il fotorealismo, o iperrealismo, del quale erano esponenti anche Chuck Close, John Salt, Richard Estes, Ralph Goings, Robert Bechtel e Duane Hanson. Il movimento prese il decollo rapidamente e divenne molto noto in breve tempo.
Nel luglio del 2018, la galleria Georges-Philippe & Nathalie Vallois presentò la sua prima mostra personale a Parigi dopo più di trent'anni.

## Opere
All'inizio degli anni 1960, il calco da un modello vero era una tecnica dimenticata e inesplorata. John De Andrea, cercando il realismo maggiore possibile, sviluppò un metodo di modellazione del silicone che gli permette di catturare con più precisione i dettagli. Cominciò con dei positivi in fibra di vetro, poi in resina di polivinile e infine in bronzo. Inizialmente De Andrea utilizzava la vernice per le automobili, per poi passare all'acrilico e infine alla pittura a olio.
In effetti, se ogni opera richiede circa mille ore per essere completata, è perché al lavoro iniziale per lo stampo e la scultura si aggiunge un lavoro minuzioso mediante la pittura a olio, sovrapponendo centinaia di strati fino a creare l'illusione della vita e della carne.
Per accentuare questo paradigma, De Andrea si impegna nel riprodurre le pose e i temi classici della storia dell'arte, come i riferimenti all'arte antica (dal Galata morente a Pigmalione, passando per la scultura greca del V secolo a.C.), al Rinascimento (le Veneri tizianesche o di Velázquez) fino alla pittura francese del secolo diciannovesimo (da Manet a Courbet fino a Cabanel). Alla documenta 5 svoltosi a Kassel nel 1972, espose Arden Andersen and Nora Murphy, una scultura ritraente una coppia di giovani modelli nudi, mentre nel 1991 realizzò un'opera che è considerata il suo apice, American Icon: questa scultura mette a nudo i due personaggi principali di una celebre fotografia scattata da John Filo durante la sparatoria dell'università di Kent, avvenuta nel 1970.
Si stima che l'insieme delle sue opere ammonti a 350 sculture, la maggior parte delle quali si trovano già nei musei e nelle collezioni private.